# ドコモ・ビジネスネット

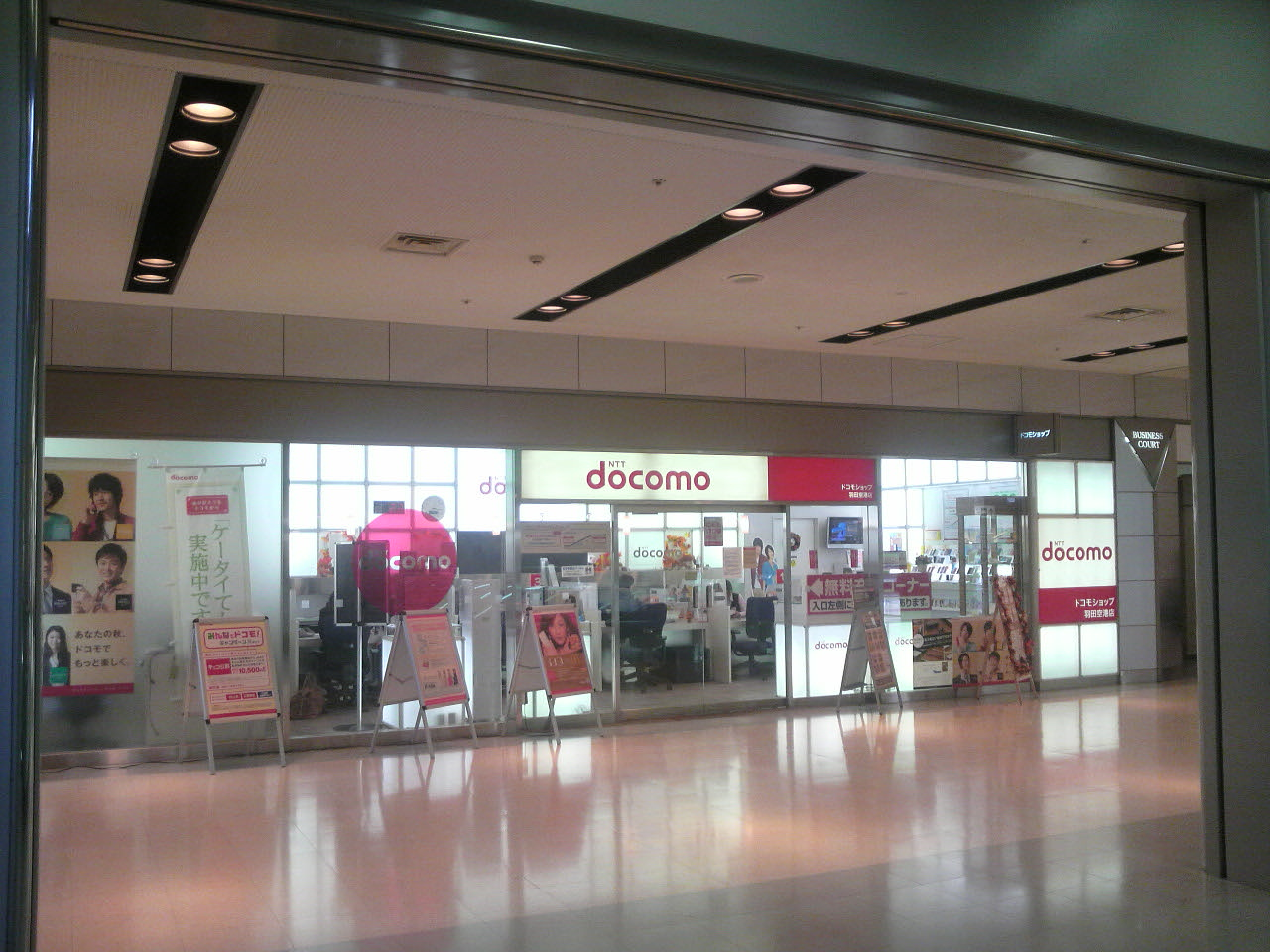
ドコモショップ羽田空港店（第一ターミナル）

ドコモ・ビジネスネット株式会社はNTTドコモ100％出資のグループ会社。

## 概要
主な業務概要はNTTドコモの業務受託とドコモショップの運営が中心となる。同様のNTTドコモのグループ会社であった、ドコモ・サービス、ドコモ・サポート、ドコモ・モバイルが運営していたドコモショップを業務効率化のために、当社へ集約したのが始まりとなる。旧ドコモ中央管内の旧直営店を含む31店舗を運営していた。その他の業務としてNTTドコモのクレジットカード事業である、DCMX、ドコモカードセンター、ドコモショップスタッフへの研修業務等を行っていた。ドコモ・センツウ解散（法人としてはドコモ・モバイルに合併）につき、ドコモワールドカウンター、携帯電話のレンタル業務、ドコモショップの店舗を引き継いでいる。
2014年7月1日にドコモ・モバイル株式会社、ドコモ・サービス株式会社とともにドコモエンジニアリング株式会社が吸収合併。商号変更により株式会社ドコモCSとなった。

### 業務内容
- ドコモショップ運営業務
- ドコモ・ハーティプラザ運営業務
- ドコモショップスタッフへの研修業務 - 東京都港区港区浜松町
- ドコモショップスタッフユニフォームレンタル業務
- 法人営業業務
- iモード・端末等に関する問合せ（二次受付）業務
- 携帯クレジットサービス（DCMX）に関する各種業務処理並びに問合せ業務
- ドコモプレミアクラブサービスセンター運営業務
- ホームページ、eラーニングコンテンツ制作業務
- ドコモコミュニティサポートセンター運営業務
- 国際ローミングセンター運営業務
- ワールドケータイレンタルサービス業務
- ワールドカウンター成田運営業務
- 国内モバイルレンタルサービス業務
- ノベルティ販売業務

## 運営店舗
以下のドコモショップの運営を行っている。
- 大手町店 - 東京都千代田区大手町
- 丸の内店 - 東京都千代田区有楽町
- 上野駅前店 - 東京都台東区上野
- 飯田橋店 - 東京都新宿区
- 王子店 - 東京都北区王子
- 池袋サンシャイン通り店 - 東京都豊島区東池袋
- 赤羽店 - 東京都北区
- 十条店 - 東京都北区上十条
- 五反田店 - 東京都品川区西五反田
- 戸越銀座店 - 東京都品川区戸越
- 川崎駅前店 - 神奈川県川崎市川崎区
- 青葉台店 - 神奈川県横浜市青葉区
- 海浜幕張店 - 千葉県千葉市美浜区
- 幕張本郷駅前店 - 千葉県千葉市花見川区幕張本郷
- 蕨東口店 - 埼玉県蕨市
- 与野店 - 埼玉県さいたま市中央区
- 高崎中央店 - 群馬県高崎市
- 上越中央店 - 新潟県上越市
- 妙高新井店 - 新潟県妙高市　新井ショッピングセンター内
- 直江津店 - 新潟県上越市
- 万代店 - 新潟県新潟市中央区　NTT DoCoMo新潟ビル1F
- 新潟駅南店 - 新潟県新潟市中央区
- 立石店 - 東京都葛飾区
- 青砥駅前店 - 東京都葛飾区
- 茂原店 - 千葉県茂原市
- いすみ店 - 千葉県いすみ市
- 鴨川店 - 千葉県鴨川市
- 大宮西店 - 埼玉県さいたま市大宮区
- 宮原店 - 埼玉県さいたま市北区
- 玉村東店 - 群馬県佐波郡玉村町
- 前橋東店 - 群馬県前橋市
- 駒形インター店 - 群馬県伊勢崎市
- ドコモワールドカウンター成田空港